# 鋁電解電容器

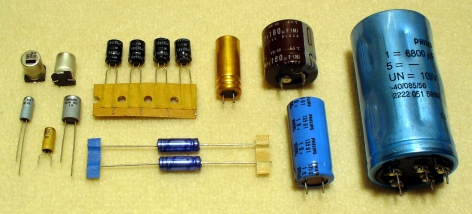
非固態電解質的鋁電解電容器有不同的外形及大小

鋁電解電容器（Aluminum electrolytic capacitors）是有極性的电解电容，其陽極电极(+)是由有蚀刻表面的鋁箔制成，鋁箔透過陽極處理，外圍包覆著一層很薄的氧化铝絕緣層，是電容器的介電質。在氧化铝外面包覆著非固態的电解质，是電容器的陰極(-)。另外有一層鋁箔，稱為「陰極鋁箔」。陰極鋁箔會和电解质接觸，連接到電容器的負極端子。
鋁電解電容器可以依其电解质的種類分為三種：
- 非固態（液態、濕式）电解质的鋁電解電容器
- 固態鋁電容器（英语：Solid aluminum capacitor (SAL)），其電解質是固態二氧化錳。
- 聚合物電容器（英语：Polymer capacitor），其電解質是固態聚合物。

非固態电解质的鋁電解電容器是最便宜的電容器，其大小、電容量以及其電壓等級的範圍也最廣。其電容量最小為0.1 µF，最大到2,700,000 µF（2.7 F），電壓等級從4 V到630 V。液態电解质在介電的氧化層自我恢復時可以提供所需的氧氣。不過電解質會蒸發，而乾燥的過程會隨溫度而變化，因此會造成其電氣參數的飄移，限制電容器的使用壽命。
鋁電解電容器的電容值相對較高，即使在像市電頻率之類的低頻（50Hz或60Hz）下，鋁電解電容器也有夠低的阻抗。鋁電解電容器一般會用在許多電氣設備的電源供應器、開關模式電源及直流-直流轉換器中，放在交流電整流電路後的平滑及緩衝電路中，鋁電解電容器也用在許多工業的電源及頻率轉換器中，例如变频器的直流電容器、太阳能光伏中的逆變器、以及風能發電機的頻率變換器。有些特殊的電容器會用在能量儲存的應用中，例如闪光灯、 頻閃閃光燈，或是音響中用的頻率耦合裝置。
鋁電解電容器因為其阳极氧化的原理，是有極性的電容器，只能配合正確極性的直流電使用。若接到相反極性的直流電，或是接到交流電，會讓電容器短路損毀。唯一的例子是双极的铝电解电容器，是二個陽極以背靠背方式組合的電容器，可以用在交流電的應用中。

## 應用及市場

### 應用
以下是非固態電解質鋁電解電容器的主要應用：
- 開關模式電源、電源供應器及直流-直流轉換器輸入側及輸出側的解耦電容，用在平滑及濾波電路[3]
- 交流/交流轉換器（例如变频器、頻率變換器）的直流鏈電容器，也用在不间断电源中。
- 功因修正電路中的功因修正電容。
- 安全气囊、安全气囊[4]及民用雷管中的能源儲存裝置。
- 交流电动机的啟動電容器。
- 音響訊號（英语：audio signal）耦合的雙極性電容器。
- 相機闪光灯用的闪光電容器。

### 優點和缺點
優點：
- 電容便宜，電容值高，可適用在較低頻率的濾波。
- 其能量密度比薄膜電容和陶瓷电容要高
- 其功率密度較双电层电容器要高
- 沒有峰值電流的限制
- 其外型、款式都有許多的變化，也有定制化的壽命、使用溫度及電氣參數。
- 許多製造商

缺點：
- 因為電解液蒸發，其壽命有一定限制
- 很低溫的ESR及阻抗特性很差
- 對機械應力很敏感
- 对卤化物污染敏感
- 只能用在有固定電壓極性的應用

### 市場
2010年鋁電解電容器的市場總值約為美金39億元（約歐元29億元），約佔總電容器市場（2008年時約美金180億元）的22%。若以數量來看，鋁電解電容器的數量約為電容器整體數量（約700至800億顆）的6%。
在1999年至2007年期间，曾经出现一次铝电解电容器大量非预期报废的灾难，在之后的调查中认为，是铝电解电容器最早制造的日本Rubycon公司出逃了一名研究员，将电解液配方带到中国的厂商生产，之后该厂商的管理人员带着配方再次出逃，来到台湾传播给当地的生产商，在配方传至中国或台湾的过程中就已经不完整的，导致缺少避免电解液不稳定的成分，从而导致生产出来的电容器存在长期缺陷。